# Basquetebol nos Jogos Pan-Americanos de 2015 - Masculino
O torneio masculino de basquetebol nos Jogos Pan-Americanos de 2015 foi realizado entre 21 e 25 de julho no Centro Atlético Ryerson. Oito equipes participaram do evento.

## Medalhistas
|  | BRA Brasil |  | CAN Canadá |  | USA Estados Unidos |
|  | Ricardo Fischer Rafael Luz Augusto César Lima Larry Taylor Vítor Benite Carlos Nascimento Rafael Hettsheimeir Rafael Souza João Paulo Batista Léo Meindl Marcus Vinicius Toledo |  | Jamal Murray Junior Cadougan Melvin Ejim Andrew Nicholson Carl English Dillon Brooks Anthony Bennett Aaron Doornekamp Brady Heslip Daniel Mullings Kyle Wiltjer Sim Bullar |  | Romelo Trimble Keith Langford Bobby Brown Ronald Baker Malcom Brogdon Denzel Valentine Shawn Long Anthony Randolph Damien Wilkins Kaleb Tarczewski Tavrean Prince Ryan Hollins |

## Formato
As oito equipes foram divididas em dois grupos de quatro equipes. Cada equipe enfrentou as outras equipes do mesmo grupo, totalizando três jogos. As duas primeiras colocadas de cada grupo se classificaram as semifinais e as restantes para jogos de definição do quinto e do sétimo lugar. Nas semifinais, as vencedoras disputaram a medalha de ouro e as perdedoras a de bronze.

## Primeira fase
|  | Equipes classificadas à fase final          |
|  | Equipes classificadas à disputa de 5º lugar |
|  | Equipes classificadas à disputa de 7º lugar |

Todas as partidas seguem o fuso horário local (UTC-5).

### Grupo A
| Equipe             | J | V | D | PF  | PC  | Dif | Pts |
| ------------------ | - | - | - | --- | --- | --- | --- |
| BRA Brasil         | 3 | 3 | 0 | 264 | 206 | +58 | 6   |
| USA Estados Unidos | 3 | 2 | 1 | 270 | 225 | +45 | 5   |
| PUR Porto Rico     | 3 | 1 | 2 | 218 | 266 | –48 | 4   |
| VEN Venezuela      | 3 | 0 | 3 | 198 | 253 | –55 | 3   |

| 21 de julho 10:30 | Relatório | Brasil                                       | 92–59 | Porto Rico                                                               |  | Centro Atlético Ryerson, Toronto Árbitros: CAN Michael Weiland DOM Robinson Aracena Vásquez ARG Fabricio Vito |  |
| 21 de julho 10:30 | Relatório | Placar por quarto: 31–6, 29–11, 19–25, 13–17 |       |                                                                          |  | Centro Atlético Ryerson, Toronto Árbitros: CAN Michael Weiland DOM Robinson Aracena Vásquez ARG Fabricio Vito |  |
| 21 de julho 10:30 | Relatório | Pts: Benite 16 Rbts: Batista 11 Asts: Lima 6 |       | Pts: Clavell, de Jesús 8 Rbts: Villafañe, Young, Collien 4 Asts: Young 3 |  | Centro Atlético Ryerson, Toronto Árbitros: CAN Michael Weiland DOM Robinson Aracena Vásquez ARG Fabricio Vito |  |

| 21 de julho 21:00 | Relatório | Estados Unidos                                    | 85–62 | Venezuela                                                          |  | Centro Atlético Ryerson, Toronto Árbitros: DOM Reynaldo Mercedes ARG Juan Fernández CUB Judith Hodelin Mendoza |  |
| 21 de julho 21:00 | Relatório | Placar por quarto: 18–18, 15–23, 26–12, 26–9      |       |                                                                    |  | Centro Atlético Ryerson, Toronto Árbitros: DOM Reynaldo Mercedes ARG Juan Fernández CUB Judith Hodelin Mendoza |  |
| 21 de julho 21:00 | Relatório | Pts: Wilkins 21 Rbts: Tarczewski 13 Asts: Brown 2 |       | Pts: Cox, Bethelmy 14 Rbts: Bethelmy, Colmenares 8 Asts: Guillén 3 |  | Centro Atlético Ryerson, Toronto Árbitros: DOM Reynaldo Mercedes ARG Juan Fernández CUB Judith Hodelin Mendoza |  |

| 22 de julho 13:30 | Relatório | Venezuela                                                   | 64–79 | Brasil                                  |  | Centro Atlético Ryerson, Toronto Árbitros: DOM Reynaldo Mercedes CAN Michael Weiland DOM Robinson Aracena Vásquez |  |
| 22 de julho 13:30 | Relatório | Placar por quarto: 9–22, 14–15, 20–17, 21–25                |       |                                         |  | Centro Atlético Ryerson, Toronto Árbitros: DOM Reynaldo Mercedes CAN Michael Weiland DOM Robinson Aracena Vásquez |  |
| 22 de julho 13:30 | Relatório | Pts: Cox, Colmenares 16 Rbts: J. Vargas 4 Asts: G. Vargas 3 |       | Pts: Benite 14 Rbts: Lima 8 Asts: Luz 4 |  | Centro Atlético Ryerson, Toronto Árbitros: DOM Reynaldo Mercedes CAN Michael Weiland DOM Robinson Aracena Vásquez |  |

| 22 de julho 21:00 | Relatório | Porto Rico                                     | 70–102 | Estados Unidos                                 |  | Centro Atlético Ryerson, Toronto Árbitros: ARG Juan Fernández CAN Matthew Kallio MEX Omar Mariscal |  |
| 22 de julho 21:00 | Relatório | Placar por quarto: 19–29, 10–36, 23–20, 18–17  |        |                                                |  | Centro Atlético Ryerson, Toronto Árbitros: ARG Juan Fernández CAN Matthew Kallio MEX Omar Mariscal |  |
| 22 de julho 21:00 | Relatório | Pts: Mujica 15 Rbts: Villafañe 8 Asts: Barea 3 |        | Pts: Brown 16 Rbts: Tarczewski 7 Asts: Brown 6 |  | Centro Atlético Ryerson, Toronto Árbitros: ARG Juan Fernández CAN Matthew Kallio MEX Omar Mariscal |  |

| 23 de julho 13:30 | Relatório | Porto Rico                                    | 89–72 | Venezuela                                                     |  | Centro Atlético Ryerson, Toronto Árbitros: CAN Matthew Kallio BRA Fabiano Huber CUB Judith Hodelin Mendoza |  |
| 23 de julho 13:30 | Relatório | Placar por quarto: 23–13, 23–25, 15–23, 28–11 |       |                                                               |  | Centro Atlético Ryerson, Toronto Árbitros: CAN Matthew Kallio BRA Fabiano Huber CUB Judith Hodelin Mendoza |  |
| 23 de julho 13:30 | Relatório | Pts: Barea 27 Rbts: Clemente 7 Asts: Barea 6  |       | Pts: Lewis 19 Rbts: Colmenares 8 Asts: G. Vargas, J. Vargas 3 |  | Centro Atlético Ryerson, Toronto Árbitros: CAN Matthew Kallio BRA Fabiano Huber CUB Judith Hodelin Mendoza |  |

| 23 de julho 21:00 | Relatório | Estados Unidos                                            | 83–93 | Brasil                                                   |  | Centro Atlético Ryerson, Toronto Árbitros: DOM Reynaldo Mercedes CAN Michael Weiland ARG Fabricio Vito |  |
| 23 de julho 21:00 | Relatório | Placar por quarto: 17–24, 21–23, 19–28, 26–18             |       |                                                          |  | Centro Atlético Ryerson, Toronto Árbitros: DOM Reynaldo Mercedes CAN Michael Weiland ARG Fabricio Vito |  |
| 23 de julho 21:00 | Relatório | Pts: Langford 17 Rbts: Tarczewski, Prince 5 Asts: Brown 2 |       | Pts: Benite 34 Rbts: Lima 8 Asts: Luz, Batista, Meindl 3 |  | Centro Atlético Ryerson, Toronto Árbitros: DOM Reynaldo Mercedes CAN Michael Weiland ARG Fabricio Vito |  |

### Grupo B
| Equipe                   | J | V | D | PF  | PC  | Dif | Pts |
| ------------------------ | - | - | - | --- | --- | --- | --- |
| CAN Canadá               | 3 | 3 | 0 | 289 | 247 | +42 | 6   |
| DOM República Dominicana | 3 | 1 | 2 | 253 | 255 | –2  | 4   |
| ARG Argentina            | 3 | 1 | 2 | 247 | 244 | +3  | 4   |
| MEX México               | 3 | 1 | 2 | 232 | 275 | –43 | 4   |

| 21 de julho 13:30 | Relatório | México                                                  | 86–84 | Argentina                                            | OT | Centro Atlético Ryerson, Toronto Árbitros: PUR Luis Vázquez PUR Jesed Díaz Bloncourt CRC Roberto Fernández Díaz |  |
| 21 de julho 13:30 | Relatório | Placar por quarto: 12–15, 25–14, 27–22, 12–25, OT: 10–8 |       |                                                      | OT | Centro Atlético Ryerson, Toronto Árbitros: PUR Luis Vázquez PUR Jesed Díaz Bloncourt CRC Roberto Fernández Díaz |  |
| 21 de julho 13:30 | Relatório | Pts: Hernández 19 Rbts: Gutiérrez 14 Asts: Cruz 2       |       | Pts: Laprovittola 21 Rbts: Delía 10 Asts: Campazzo 5 | OT | Centro Atlético Ryerson, Toronto Árbitros: PUR Luis Vázquez PUR Jesed Díaz Bloncourt CRC Roberto Fernández Díaz |  |

| 21 de julho 18:00 | Relatório | Canadá                                                   | 105–88 | República Dominicana                                        |  | Centro Atlético Ryerson, Toronto Árbitros: BRA Cristiano Maranho USA Gina Cross VEN Daniel García |  |
| 21 de julho 18:00 | Relatório | Placar por quarto: 20–17, 34–20, 22–25, 29–26            |        |                                                             |  | Centro Atlético Ryerson, Toronto Árbitros: BRA Cristiano Maranho USA Gina Cross VEN Daniel García |  |
| 21 de julho 18:00 | Relatório | Pts: Heslip 24 Rbts: Bennett 10 Asts: Ejim, Doornekamp 4 |        | Pts: Suero 17 Rbts: Delgado 6 Asts: Feliz, Suero, Stokley 2 |  | Centro Atlético Ryerson, Toronto Árbitros: BRA Cristiano Maranho USA Gina Cross VEN Daniel García |  |

| 22 de julho 10:30 | Relatório | República Dominicana                                 | 95–70 | México                                              |  | Centro Atlético Ryerson, Toronto Árbitros: PUR Jesed Díaz Bloncourt BRA Fabiano Huber VEN Daniel García |  |
| 22 de julho 10:30 | Relatório | Placar por quarto: 24–20, 27–20, 30–16, 14–14        |       |                                                     |  | Centro Atlético Ryerson, Toronto Árbitros: PUR Jesed Díaz Bloncourt BRA Fabiano Huber VEN Daniel García |  |
| 22 de julho 10:30 | Relatório | Pts: Stokley 22 Rbts: Guzmán 6 Asts: Acosta, Suero 3 |       | Pts: Cruz 21 Rbts: Ramos, Gutiérrez 7 Asts: Girón 7 |  | Centro Atlético Ryerson, Toronto Árbitros: PUR Jesed Díaz Bloncourt BRA Fabiano Huber VEN Daniel García |  |

| 22 de julho 18:00 | Relatório | Argentina                                                     | 83–88 | Canadá                                                |  | Centro Atlético Ryerson, Toronto Árbitros: BRA Cristiano Maranho PUR Luis Vázquez USA Hector Sanchez |  |
| 22 de julho 18:00 | Relatório | Placar por quarto: 24–24, 26–20, 16–15, 17–29                 |       |                                                       |  | Centro Atlético Ryerson, Toronto Árbitros: BRA Cristiano Maranho PUR Luis Vázquez USA Hector Sanchez |  |
| 22 de julho 18:00 | Relatório | Pts: Campazzo 23 Rbts: Richotti, Delía 5 Asts: Laprovittola 7 |       | Pts: Nicholson 24 Rbts: Nicholson 12 Asts: Cadougan 4 |  | Centro Atlético Ryerson, Toronto Árbitros: BRA Cristiano Maranho PUR Luis Vázquez USA Hector Sanchez |  |

| 23 de julho 10:30 | Relatório | República Dominicana                           | 70–80 | Argentina                                           |  | Centro Atlético Ryerson, Toronto Árbitros: BRA Cristiano Maranho PUR Jesed Díaz Bloncourt USA Hector Sanchez |  |
| 23 de julho 10:30 | Relatório | Placar por quarto: 18–18, 14–26, 20–10, 18–26  |       |                                                     |  | Centro Atlético Ryerson, Toronto Árbitros: BRA Cristiano Maranho PUR Jesed Díaz Bloncourt USA Hector Sanchez |  |
| 23 de julho 10:30 | Relatório | Pts: Stokley 19 Rbts: Santana 9 Asts: Acosta 6 |       | Pts: Brussino 21 Rbts: Delía 8 Asts: Laprovittola 6 |  | Centro Atlético Ryerson, Toronto Árbitros: BRA Cristiano Maranho PUR Jesed Díaz Bloncourt USA Hector Sanchez |  |

| 23 de julho 18:00 | Relatório | Canadá                                                     | 96–76 | México                                       |  | Centro Atlético Ryerson, Toronto Árbitros: PUR Luis Vázquez USA Gina Cross CRC Roberto Fernández Díaz |  |
| 23 de julho 18:00 | Relatório | Placar por quarto: 27–16, 22–23, 22–18, 25–19              |       |                                              |  | Centro Atlético Ryerson, Toronto Árbitros: PUR Luis Vázquez USA Gina Cross CRC Roberto Fernández Díaz |  |
| 23 de julho 18:00 | Relatório | Pts: Heslip 20 Rbts: Nicholson 10 Asts: Murray, Cadougan 2 |       | Pts: Méndez 24 Rbts: Garibay 6 Asts: Girón 4 |  | Centro Atlético Ryerson, Toronto Árbitros: PUR Luis Vázquez USA Gina Cross CRC Roberto Fernández Díaz |  |

## Fase final
|  | Semifinais           | Semifinais          |    |                      | Final               | Final |  |
|  |                      |                     |    |                      |                     |       |  |
|  | 24 de julho – 13:30  |                     |    |                      |                     |       |  |
|  | Brasil               | 68                  |    |                      |                     |       |  |
|  | República Dominicana | 62                  |    |                      |                     |       |  |
|  |                      |                     |    |                      |                     |       |  |
|  |                      |                     |    |                      | 25 de julho – 16:30 |       |  |
|  |                      |                     |    |                      | Brasil              | 86    |  |
|  |                      | Canadá              | 71 |                      |                     |       |  |
|  |                      |                     |    |                      |                     |       |  |
|  |                      |                     |    |                      |                     |       |  |
|  |                      |                     |    |                      | 3º lugar            |       |  |
|  | 24 de julho – 18:00  | 24 de julho – 18:00 |    | 25 de julho – 11:00  | 25 de julho – 11:00 |       |  |
|  | Estados Unidos       | 108                 |    | República Dominicana | 82                  |       |  |
|  | Canadá (pro)         | 111                 |    |                      | Estados Unidos      | 87    |  |

### Semifinais
| 24 de julho 13:30 | Relatório | Brasil                                             | 68–62 | República Dominicana                          |  | Centro Atlético Ryerson, Toronto Árbitros: PUR Luis Vázquez CAN Michael Weiland ARG Juan Fernández |  |
| 24 de julho 13:30 | Relatório | Placar por quarto: 18–12, 17–17, 15–21, 18–12      |       |                                               |  | Centro Atlético Ryerson, Toronto Árbitros: PUR Luis Vázquez CAN Michael Weiland ARG Juan Fernández |  |
| 24 de julho 13:30 | Relatório | Pts: Benite 18 Rbts: Lima 11 Asts: Lima, Batista 2 |       | Pts: Stokley 15 Rbts: Santana 9 Asts: Feliz 3 |  | Centro Atlético Ryerson, Toronto Árbitros: PUR Luis Vázquez CAN Michael Weiland ARG Juan Fernández |  |

| 24 de julho 18:00 | Relatório | Estados Unidos                                           | 108–111 | Canadá                                            | OT | Centro Atlético Ryerson, Toronto Árbitros: BRA Cristiano Maranho DOM Reynaldo Mercedes MEX Omar Mariscal |  |
| 24 de julho 18:00 | Relatório | Placar por quarto: 23–24, 24–28, 33–22, 17–23, OT: 11–14 |         |                                                   | OT | Centro Atlético Ryerson, Toronto Árbitros: BRA Cristiano Maranho DOM Reynaldo Mercedes MEX Omar Mariscal |  |
| 24 de julho 18:00 | Relatório | Pts: Brown 25 Rbts: Randolph 6 Asts: Brown 7             |         | Pts: Nicholson 31 Rbts: Bennett 14 Asts: Murray 6 | OT | Centro Atlético Ryerson, Toronto Árbitros: BRA Cristiano Maranho DOM Reynaldo Mercedes MEX Omar Mariscal |  |

### Disputa pelo 7º lugar
| 24 de julho 10:30 | Relatório | Venezuela                                       | 83–59 | México                                                           |  | Centro Atlético Ryerson, Toronto Árbitros: USA Gina Cross CAN Matthew Kallio BRA Fabiano Huber |  |
| 24 de julho 10:30 | Relatório | Placar por quarto: 16–6, 29–23, 19–15, 19–15    |       |                                                                  |  | Centro Atlético Ryerson, Toronto Árbitros: USA Gina Cross CAN Matthew Kallio BRA Fabiano Huber |  |
| 24 de julho 10:30 | Relatório | Pts: Cox 24 Rbts: G. Vargas 6 Asts: G. Vargas 4 |       | Pts: González, Ramos 11 Rbts: González, Gutiérrez 7 Asts: Cruz 4 |  | Centro Atlético Ryerson, Toronto Árbitros: USA Gina Cross CAN Matthew Kallio BRA Fabiano Huber |  |

### Disputa pelo 5º lugar
| 24 de julho 21:00 | Relatório | Porto Rico                                      | 85–105 | Argentina                                                      |  | Centro Atlético Ryerson, Toronto Árbitros: DOM Robinson Aracena Vásquez USA Hector Sanchez VEN Daniel García |  |
| 24 de julho 21:00 | Relatório | Placar por quarto: 21–22, 18–20, 24–32, 22–31   |        |                                                                |  | Centro Atlético Ryerson, Toronto Árbitros: DOM Robinson Aracena Vásquez USA Hector Sanchez VEN Daniel García |  |
| 24 de julho 21:00 | Relatório | Pts: de Jesús 12 Rbts: Clavell 7 Asts: Browne 5 |        | Pts: Campazzo 17 Rbts: Delía 12 Asts: Campazzo, Laprovittola 4 |  | Centro Atlético Ryerson, Toronto Árbitros: DOM Robinson Aracena Vásquez USA Hector Sanchez VEN Daniel García |  |

### Disputa pelo bronze
| 25 de julho 11:00 | Relatório | República Dominicana                            | 82–87 | Estados Unidos                             |  | Centro Atlético Ryerson, Toronto Árbitros: BRA Cristiano Maranho CAN Michael Weiland ARG Fabricio Vito |  |
| 25 de julho 11:00 | Relatório | Placar por quarto: 26–15, 22–20, 20–24, 14–28   |       |                                            |  | Centro Atlético Ryerson, Toronto Árbitros: BRA Cristiano Maranho CAN Michael Weiland ARG Fabricio Vito |  |
| 25 de julho 11:00 | Relatório | Pts: Stokley 16 Rbts: Santana 10 Asts: Dicent 8 |       | Pts: Brown 19 Rbts: Prince 7 Asts: Brown 5 |  | Centro Atlético Ryerson, Toronto Árbitros: BRA Cristiano Maranho CAN Michael Weiland ARG Fabricio Vito |  |

### Final
| 25 de julho 16:30 | Relatório | Brasil                                                      | 86–71 | Canadá                                             |  | Centro Atlético Ryerson, Toronto Árbitros: DOM Reynaldo Mercedes PUR Luis Vázquez ARG Juan Fernández |  |
| 25 de julho 16:30 | Relatório | Placar por quarto: 26–13, 22–16, 19–25, 19–17               |       |                                                    |  | Centro Atlético Ryerson, Toronto Árbitros: DOM Reynaldo Mercedes PUR Luis Vázquez ARG Juan Fernández |  |
| 25 de julho 16:30 | Relatório | Pts: Lima, Taylor, Souza 13 Rbts: Luz 7 Asts: Luz, Benite 7 |       | Pts: Bennett 18 Rbts: Bennett 9 Asts: Doornekamp 4 |  | Centro Atlético Ryerson, Toronto Árbitros: DOM Reynaldo Mercedes PUR Luis Vázquez ARG Juan Fernández |  |

## Classificação final
| Pos.              | Equipe                   | Campanha | Campanha | Campanha |
| Pos.              | Equipe                   | V        | D        |          |
| ----------------- | ------------------------ | -------- | -------- | -------- |
| Medalha de ouro   | BRA Brasil               | 5        | 0        |          |
| Medalha de prata  | CAN Canadá               | 4        | 1        |          |
| Medalha de bronze | USA Estados Unidos       | 3        | 2        |          |
| 4                 | DOM República Dominicana | 1        | 4        |          |
| 5                 | ARG Argentina            | 2        | 2        |          |
| 6                 | PUR Porto Rico           | 1        | 3        |          |
| 7                 | VEN Venezuela            | 1        | 3        |          |
| 8                 | MEX México               | 1        | 3        |          |